# Anthony Horowitz
Anthony Horowitz (ur. 5 kwietnia 1955 w Stanmore) – angielski pisarz i scenarzysta.

## Życiorys
Zadebiutował jako pisarz w 1978 powieścią Enter Frederick K Bower. Tworzy książki dla dzieci, takie jak cykl Alex Rider  czy The Diamond Brothers, ponadto thrillery i powieści z gatunku mystery. Jest autorem serii Księgi Pięciorga. Jako scenarzysta stworzył między innymi cykl adaptacji powieści Agaty Christie z postacią detektywa Herkulesa Poirota dla telewizji ITV oraz kilka odcinków serii trzeciej Robina z Sherwood.
W listopadzie 2011 roku nakładem wydawnictwa Rebis ukazała się jego książka Dom Jedwabny, opisująca nowe przygody Sherlocka Holmesa.